# Cerro Maggiore
Cerro Maggiore là một đô thị ở tỉnh Milano, vùng Lombardia của Italia, khoảng20 km về phía tây bắc của Milano. Tại thời điểm ngày 31 tháng 12 năm 2004, đô thị này có dân số 14.230 người và diện tích là 10,2 km².
Đô thị Cerro Maggiore gồm cácfrazione (đơn vị trực thuộc) Cantalupo.
Cerro Maggiore giáp các đô thị sau:Rescaldina, Uboldo, Legnano, Origgio, San Vittore Olona, Parabiago, Nerviano.